# Furacão Lenny
O Furacão Lenny em 13 de novembro de 1999 nas Ilhas Cayman. Seguindo, Lenny atravessou o Caribe de leste a oeste. Foi o quinto ciclone tropical de categoria 4 na Escala de Furacões de Saffir-Simpson da temporada de furacões no oceano Atlântico de 1999, com ventos de 155 mph (250 km/h).
Dia 15 de novembro, Lenny se intensificou a um furacão na Jamaica. Enfraqueceu antes de chegar aos 135 nós e para 933 milibares de pressão, causando destruição na costa sul das Saint Croix em 17 de novembro.
Se moveu dia 18 e 19 de novembro causando destruição em São Martinho, Anguilla, São Bartolomeu e República Dominicana.
Lenny causou estragos não avaliados e 17 mortes, terminando dia 23 de novembro.